# 1903 în științifico-fantastic
- 1902 în științifico-fantastic — 1903 în științifico-fantastic — 1904 în științifico-fantastic

1903 în științifico-fantastic a implicat o serie de evenimente:

## Nașteri și decese

### Nașteri
- Kurt Herwarth Ball (d. 1977)
- Paul Corey (d. 1992)
- Lasar Lagin (d. 1979)
- Hellmuth Lange
- Manfred Langrenus (Pseudonimul lui Friedrich Hecht; d. 1980)
- Alun Llewellyn (d. 1987)
- Ward Moore (d. 1978)
- Sterling Noel (d. 1984)
- George Orwell (d. 1950), autor al romanului O mie nouă sute optzeci și patru din 1948-1949
- Evelyn Waugh (d. 1966)
- Manly Wade Wellman (d. 1986)
- Louis de Wohl (d. 1961)
- Hans Wörner (d. 1963)
- John Wyndham (d. 1969)

### Decese
- Rudolf Falb (n. 1838)
- Richard Sermage von Szomszédvár und Medvedgrád (Pseudonim: Probus; n. 1831)

## Cărți

### Romane

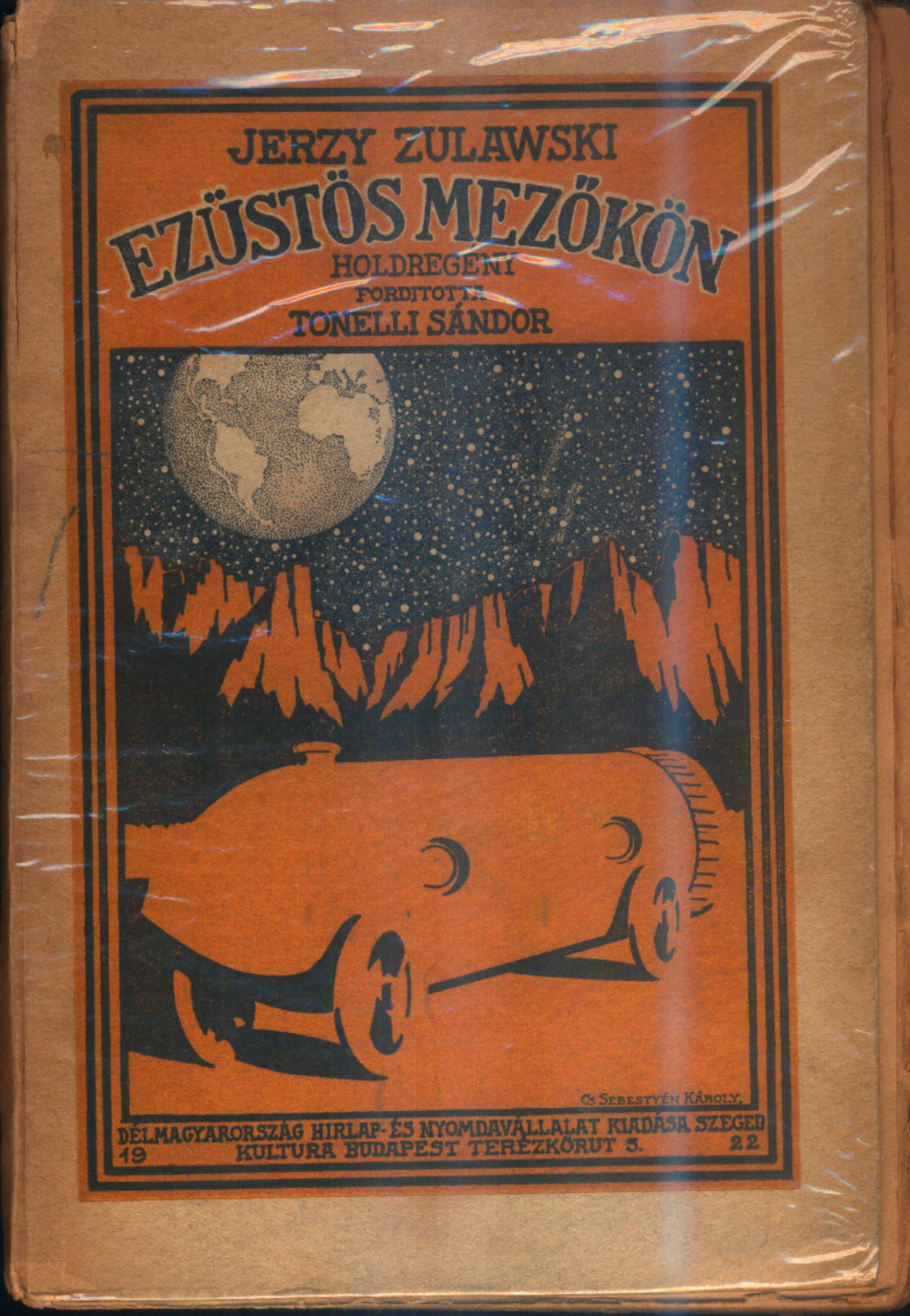
Coperta traducerii în maghiară a romanului Na srebrnym globie (Pe câmpurile de argint) de Jerzy Żuławski

- Force ennemie de John Antoine Nau.[2]
- Na srebrnym globie (Pe câmpurile de argint) de Jerzy Żuławski. Volumul I al Trylogia Księżycowa (Trilogia Lunară)[3]

## Filme
| Titlu | Regizor | Distribuție | Țara | Sub-Gen /Note |
| ----- | ------- | ----------- | ---- | ------------- |
|       |         |             |      |               |